# Florence Macfarlane
Pour les articles homonymes, voir Macfarlane et Muir.
Florence Geraldine Macfarlane alias Muriel Muir (5 octobre 1867 - 28 octobre 1944) est une infirmière et suffragette écossaise. Militante et membre de la Women's Social and Political Union (WSPU), elle entame une grève de la faim à la prison Winson Green de Birmingham en 1912 et reçoit la Hunger Strike Medal de la WSPU.

## Jeunesse
Florence Macfarlane naît en 1867 à Leith dans le Midlothian en Écosse, l'une des au moins douze enfants de Marian Elizabeth née Newton (1841–1883) et de John Macfarlane (1837–1903), elle est la deuxième fille du couple. Elle utilise parfois le pseudonyme de Muriel Muir pour jouer un rôle actif dans le mouvement pour le droit de vote des femmes. Sa sœur aînée, Edith Marian Begbie, est également suffragette. En 1856, John Macfarlane rejoint l'entreprise familiale fabriquant des produits de toile métallique et s'est également lancée dans la papeterie. Le recensement de 1881 montre que cette année-là, la famille a déménagé à Édimbourg. Au fur et à mesure que ses entreprises deviennent plus rentables, John Macfarlane fonde un journal libéral et ses principes libéraux influencent peut-être ses filles dans leurs actions ultérieures. En 1901, Florence est une infirmière en chef qui dirige un hôpital privé pour femmes au 2 Archibald Place à Édimbourg avec deux de ses jeunes sœurs.

## Militantisme

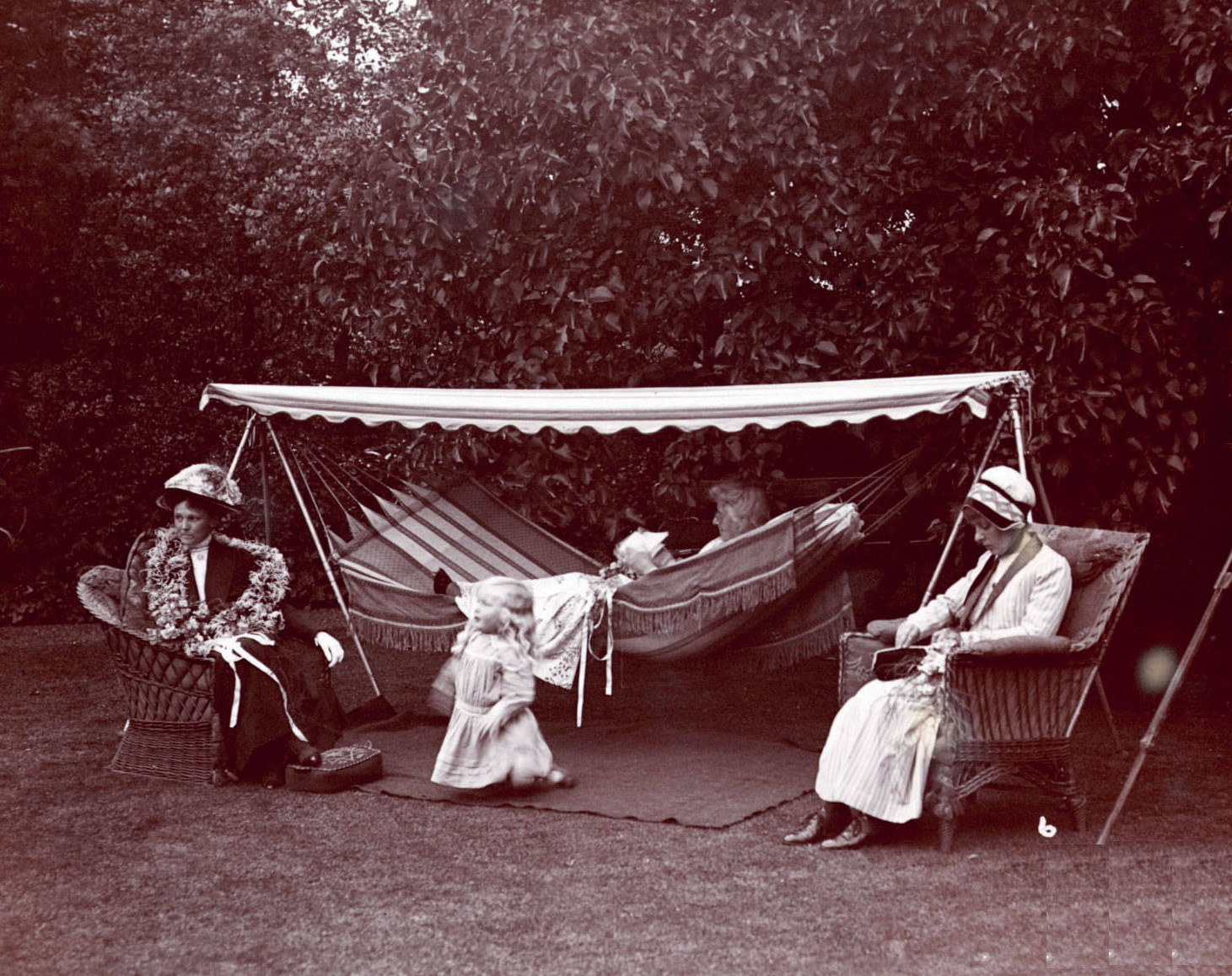
Repos de suffragettes dans le jardin de Dorset Hall vers 1912. De G à D : Edith Marian Begbie, Paul, trois ans, le fils de Rose Lamartine Yates, Gertrude Wilkinson et Florence Macfarlane.

Florence Macfarlane fait partie du personnel de la branche de la Women's Social and Political Union à Belfast. Avec sa sœur, elle est arrêtée alors qu'elle participe au Black Friday le 18 novembre 1910 et comparait devant le tribunal de Bow Street le lendemain mais les charges retenues contre elle sont abandonnées. Elle comparait de nouveau devant le tribunal en mars 1912 pour avoir brisé une fenêtre dans High Street à Kensington. Elle est placée en détention provisoire jusqu'à son jugement,. Elle donne alors son adresse au 61 Nethergate, Dundee. Elle est connue comme « la gréviste de la faim de Dundee », pendant sa détention à la prison de Winson Green de Birmingham.
Macfarlane entame une grève de la faim avec Gertrude Wilkinson et sa sœur Edith Begbie. À leur sortie de prison, les deux sœurs sont malades et très fragiles. Florence poursuit sa campagne militante pour le suffrage des femmes à sa libération mais Edith n'est pas arrêtée à nouveau,. 
Dans la photo de groupe montrée, Begbie est à gauche avec Wilkinson au centre et Macfarlane à droite. L'enfant agenouillé devant le hamac est Paul Lamartine Yates, trois ans, le fils de Rose Lamartine Yates, secrétaire à l'organisation et trésorière de la branche de Wimbledon de la WSPU et chez qui la photo est prise vers 1912 à Dorset Hall, Merton.

## Dernières années
En 1915, Macfarlane quitte le Royaume-Uni pour les États-Unis, étant inscrite sur le registre du navire en tant que guérisseuse mentale et arrivant à New York le 24 mai 1915. En Amérique, elle travaille également comme journaliste de magazine Elle devient secrétaire honoraire du Six Point Group (en), un groupe de campagne féministe britannique fondé par Lady Rhondda et d'autres en 1921 pour faire pression pour des changements dans la loi du Royaume-Uni dans six domaines clés concernant l'inégalité entre les hommes et les femmes et les droits des l'enfant. Le 16 janvier 1923, elle retourne à Londres depuis Beira et vit au 26 Frognal Lane à Hampstead. 
Un article de The Vote publié le 23 juin 1933 reproduit une lettre au Times que Macfarlane a cosignée en tant que secrétaire honoraire du Six Point Group. Les archives de l'Université de Liverpool contiennent une grande quantité de correspondance du Six Point Group de 1933 où elles sont impliquées dans l'affaire de personnel féminin perdant son emploi en se mariant. Dans une lettre, Macfarlane invite un Dr Miller à un prochain dîner des suffragettes et dans laquelle elle suggère une rencontre avec Charlotte Marsh. En 1934, elle est secrétaire internationale honoraire du Six Point Group à la Maison Internationale de Genève. Elle vit alors au 31 Brookfield, West Hill, N6. 
Florence Geraldine Macfarlane retourne à Los Angeles en Californie en 1939, date à laquelle son dossier médical la décrit comme souffrant « d'une agitation et d'une nervosité extrêmes ». Elle meurt à Los Angeles le 28 octobre 1944.